# Pluvioso

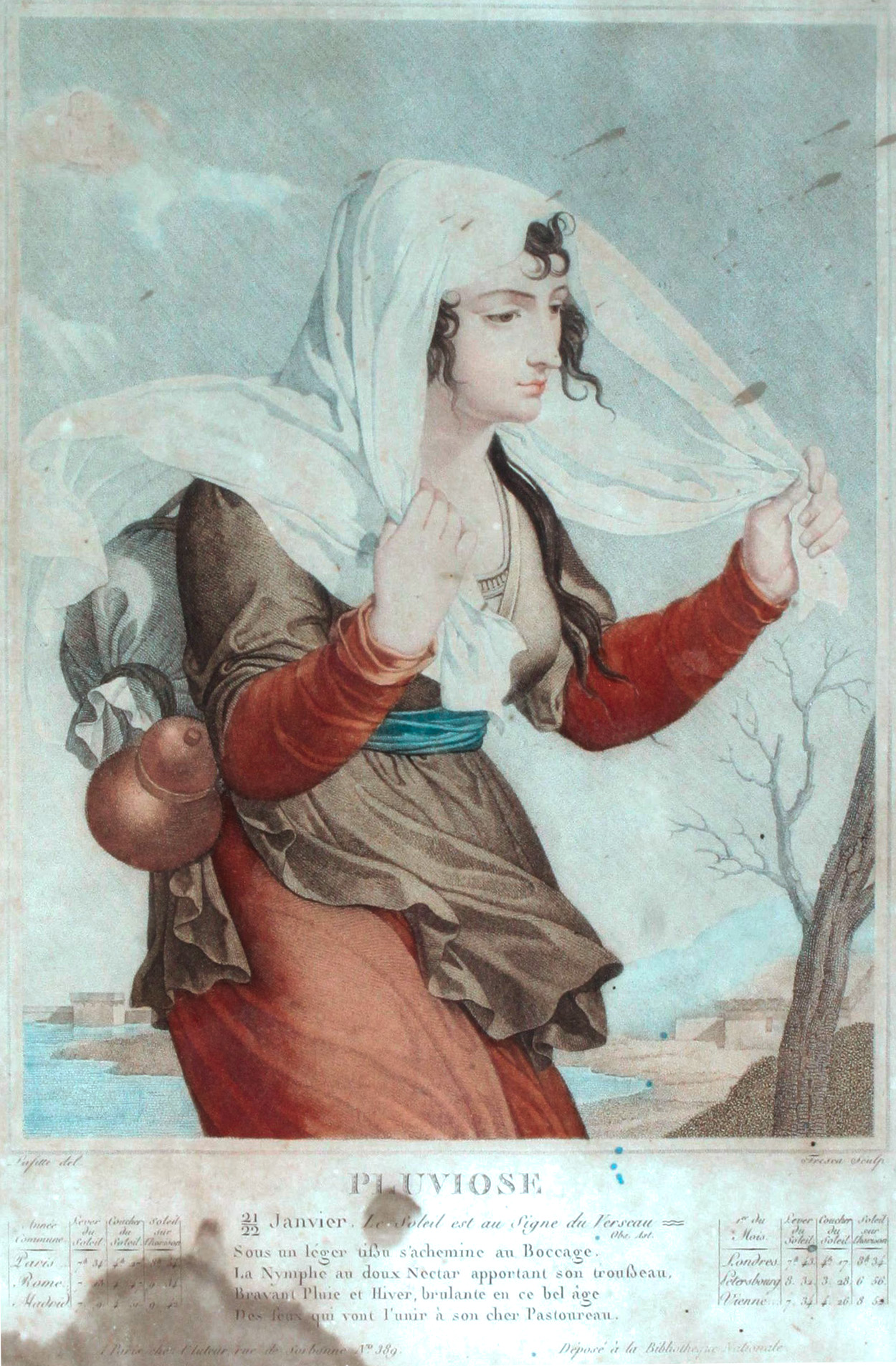
Alegoría de pluvioso, de Louis Lafitte.

Pluvioso (en francés Pluviôse) es el nombre del quinto mes del calendario republicano francés, el segundo de la estación invernal, que dura desde el 20, 21 o 22 de enero hasta el 18,19 o 20 de febrero, según el año. Coincide aproximadamente con el paso aparente del Sol por la constelación zodiacal de Acuario.

## Etimología
El nombre del mes deriva del francés pluvieux, derivado del latín pluvius, que significa 'lluvioso'. El sufijo -oso denota que el mes pertenece a la estación del invierno, igual que Nivoso y Ventoso.
- Datos: Q837271